# Tătaru (Prahova)
Tătaru es una comuna ubicada en el distrito de Prahova, Rumania.

## Superficie
Posee una superficie de 20,42 kilómetros cuadrados.

## Demografía
Hasta 2021 la población era de 748 habitantes, con una densidad de población de 36,63 habitantes por kilómetro cuadrado.